# Palmorchis powellii
Palmorchis powellii là một loài thực vật có hoa trong họ Lan. Loài này được (Ames) C.Schweinf. & Correll mô tả khoa học đầu tiên năm 1940.